# Cosmisoma flavipes
Cosmisoma flavipes là một loài bọ cánh cứng trong họ Cerambycidae.